# سكس بستلس
سكس بِستلس هي فرقة بانك روك بريطانية تأسست في لندن عام 1975، ورغم أن مسيرتها الأولى لم تتجاوز عامين ونصف، فقد تركت تأثيرًا كبيرًا في ثقافة الموسيقى الشعبية. كانت من أوائل الفرق التي أطلقت حركة البانك في المملكة المتحدة، وألهمت أجيالًا من فرق البانك، وما بعد البانك، والروك البديل. كما ساهمت بشكل بارز في تشكيل المظهر العام لثقافة البانك من خلال أزيائها وتسريحات شعر أعضائها.
تألفت التشكيلة الأصلية من المغني جوني روتن (الاسم الحقيقي: جون ليدون)، وعازف الغيتار ستيف جونز، وعازف الطبول باول كوك، وعازف الباص غلين ماتلوك، الذي استُبدل لاحقًا بـ سيد فيشوس في أوائل عام 1977. أثارت الفرقة جدلًا واسعًا تحت إدارة مالكولم ماكلارين، خصوصًا بعد ظهورها التلفزيوني في ديسمبر 1976، حيث تلفّظ الأعضاء بكلمات نابية على الهواء مباشرة، ما لفت الأنظار إليها بشكل كبير. وزادت شهرتها بعد إصدارها أغنية "God Save the Queen" في مايو 1977 تزامنًا مع احتفالات اليوبيل الفضي للملكة إليزابيث الثانية والتي وصفت النظام الملكي بأنه "نظام فاشي. حُظرت الأغنية من قبل هيئة الإذاعة البريطانية وعدد كبير من المحطات الإذاعية، مما جعلها من أكثر الأعمال الموسيقية تعرضًا للرقابة في تاريخ البلاد.
أصدرت الفرقة ألبومها الوحيد "Never Mind the Bollocks, Here's the Sex Pistols" في عام 1977، والذي تصدر قائمة الألبومات في بريطانيا، ويُعد أحد الأعمدة الأساسية في تاريخ موسيقى البانك. وفي يناير 1978، أعلن روتن نهاية الفرقة على المسرح خلال آخر حفل في جولة مضطربة داخل الولايات المتحدة، نالت تغطية إعلامية كبيرة. بعدها، سجل الأعضاء الباقون موسيقى لفيلم ماكلارين "The Great Rock 'n' Roll Swindle"، الذي تناول قصة الفرقة. لكن مسيرة الفرقة شهدت مأساة بوفاة سيد فيشوس في فبراير 1979 نتيجة جرعة زائدة من الهيروين، بعد اعتقاله بتهمة قتل صديقته نانسي سبانجن.
عادت الفرقة للاجتماع مجددًا عام 1996 بجولة ناجحة ضمت روتن، جونز، كوك، وماتلوك، وأعقبها عدد من العروض والجولات القصيرة خلال السنوات التالية. وفي عام 2024، أعاد جونز وكوك وماتلوك إحياء الفرقة بمشاركة المغني فرانك كارتر، وقدموا سلسلة من الحفلات، مع الإعلان عن حفلات إضافية في عام 2025.
تُعد فرقة سكس بِستولس من أكثر الفرق تأثيرًا في تاريخ الموسيقى المعاصرة، وقد أدرجت في قاعة مشاهير الروك آند رول عام 2006. إلا أن أعضاءها، محافظين على نهجهم التمردي، رفضوا حضور حفل التكريم، وعبّر جوني روتن عن رأيه بالمتحف قائلاً إنه "بقعة بول".

## التاريخ

### التشكيل
نشأت فرقة "ذا سيكس بيستولز" من فرقة سابقة تُدعى "ذا ستراند" (عرفت أحيانًا بإسم "ذا سوانكرز")، تشكلت في لندن عام 1972 على يد ثلاثة مراهقين: ستيف جونز (مغني)، بول كوك (عازف طبول)، ووالي نايتينغيل (عازف غيتار). وبحسب ما ذكره جونز، فقد كان هو وكوك يعزفان على آلات موسيقية مسروقة.

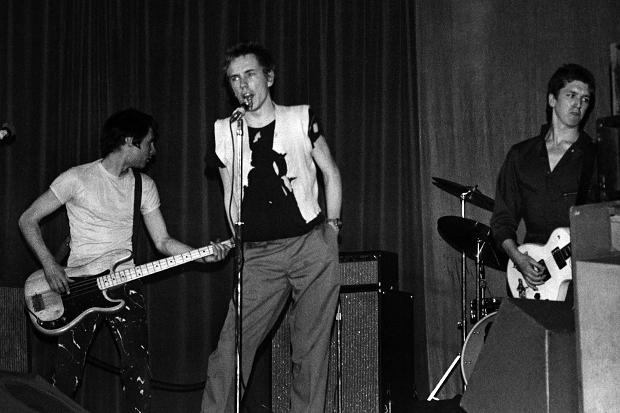
عرض موسيقي في قاعة ليسر فري تريد في مانشستر بتاريخ 4 يونيو 1976.

اعتاد أعضاء الفرقة التردد على متجرين شهيرين للملابس في شارع كينغز رود بحي تشيلسي في لندن: متجر "أكمي أتراكشنز" الذي يديره جون كريفين وستيف راينور، ومتجر "تو فاست تو ليف، تو يونغ تو داي" الذي يملكه مالكولم ماكلارين وفيفيان ويستوود. كان متجر ماكلارين وويستوود قد افتُتح عام 1971 باسم "ليت إت روك" وخصص لعروض أزياء مستوحاة من موضة الخمسينيات (أسلوب "تيدي بوي")، ثم أعيد تسميته عام 1972 ليواكب نمطًا آخر من أزياء الخمسينيات المستوحاة من "الروكرز".
تحول المتجر لاحقًا إلى مركز رئيسي لمجتمع البانك روك الناشئ في لندن، واجتذب عددًا من الشخصيات التي أصبحت لاحقًا رموزًا في الحركة، مثل سيد فيشس، ماركو بيرروني، جين أكتوبر، ومارك ستيوارت. وتُنسب إلى موظفة المتجر جوردان، التي تميزت بمظهرها الجريء، الفضل في "ترسيخ الشكل البصري لحركة البانك" بشكل شبه منفرد.
في أواخر عام 1974، طلب جونز من ماكلارين أن يتولى إدارة الفرقة. وانضم لاحقًا غلين ماتلوك، وهو طالب فنون كان يعمل جزئيًا في متجر ماكلارين وويستوود كعازف غيتار باص. في الوقت ذاته، أعاد ماكلارين وويستوود تسمية متجرهما إلى "سيكس"، وغيّرا توجهه ليركز على أزياء مستوحاة من ثقافة السادية والمازوشية، وهو ما شكّل نقلة في مفاهيم "اللا-موضة". عاد ماكلارين إلى لندن في مايو 1975 بعد تجربة قصيرة في إدارة فرقة "نيويورك دولز" وبدأ يكرّس اهتمامه بفرقة "ذا ستراند". في تلك المرحلة، كانت الفرقة تجري تمارين منتظمة تحت إشراف برنارد رودس (الذي أصبح لاحقًا مديرًا لفرقة "ذا كلاش")، وبدأت بتقديم عروض حية.
لكن بعد فترة قصيرة من عودة ماكلارين، طُرد والي نايتينغيل من الفرقة، وتولى ستيف جونز — رغم تردده في دور المغني — العزف على الغيتار بدلاً منه. كان ماكلارين قد ناقش مع سيلفان سيلفان من فرقة نيويورك دولز فكرة الانضمام إلى الفرقة كمغنٍ رئيسي، لكن الخطة لم تنجح. وبعدها، بدأ ماكلارين ورودس وأعضاء الفرقة البحث في لندن عن مغنٍ محتمل. وصف غلين ماتلوك هذه المرحلة قائلًا: "في ذلك الوقت، كان الجميع يطيلون شعرهم، حتى بائع الحليب، فكنّا إذا رأينا أحدًا بشعر قصير في الشارع، نوقفه ونسأله إن كان يود أن يصبح مغنيًا". ومن بين من تم التواصل معهم كان ميج أور، الذي رفض العرض لاحقًا وأصبح مغنيًا رئيسيًا في فرقة "ريتش كيدز" مع ماتلوك، ثم في فرقة "ألترافوكس". ومع تعذر إيجاد مرشح مناسب، حاول ماكلارين الاتصال بريتشارد هيل عدة مرات ليعرض عليه الانضمام، لكنه رفض أيضًا.

## أعضاء الفرقة

### الأعضاء الحاليين
- ستيف جونز
- باول كوك
- غلين ماتلوك

### الأعضاء المتجولون الحاليون
- فرانك كارتر[الإنجليزية][9]

### الأعضاء السابقين
- جون ليدون
- سيد فيشوس

### الأعضاء الأوائل
- والي نايتنجيل[الإنجليزية]
- نيك كينت
- ستيف نيو

## وصلات خارجية
- الموقع الرسمي
- سكس بستلس على موقع IMDb (الإنجليزية)
- سكس بستلس على موقع الموسوعة البريطانية (الإنجليزية)
- سكس بستلس على موقع ميوزك برينز (الإنجليزية)
- سكس بستلس على موقع رولينغ ستون (الإنجليزية)
- سكس بستلس على موقع رولينغ ستون (الإنجليزية)
- سكس بستلس على موقع أول ميوزيك (الإنجليزية)
- سكس بستلس على موقع ديسكوغز (الإنجليزية)